# Liste der Bodendenkmäler in Birkach (gemeindefreies Gebiet)
Auf dieser Seite sind die Bodendenkmäler in dem mittelfränkischen gemeindefreien Gebiet Birkach zusammengestellt. Diese Tabelle ist eine Teilliste der Liste der Bodendenkmäler in Bayern. Grundlage ist die Bayerische Denkmalliste, die auf Basis des Bayerischen Denkmalschutzgesetzes vom 1. Oktober 1973 erstmals erstellt wurde und seither durch das Bayerische Landesamt für Denkmalpflege geführt wird. Die folgenden Angaben ersetzen nicht die rechtsverbindliche Auskunft der Denkmalschutzbehörde.

## Bodendenkmäler in Birkach (gemeindefreies Gebiet)
| Lage                                       | Objekt                                                          | Akten-Nr.     | Bild |
| ------------------------------------------ | --------------------------------------------------------------- | ------------- | ---- |
| Birkach (gemeindefreies Gebiet) (Standort) | Bestattungsplatz vorgeschichtlicher Zeitstellung mit Grabhügel. | D-5-6230-0001 |      |
| Birkach (gemeindefreies Gebiet) (Standort) | Bestattungsplatz vorgeschichtlicher Zeitstellung mit Grabhügel. | D-5-6230-0002 |      |
| Birkach (gemeindefreies Gebiet) (Standort) | Untertägige Teile der frühneuzeitlichen Dorfwüstung Birkach.    | D-5-6230-0003 |      |
| Birkach (gemeindefreies Gebiet) (Standort) | Bestattungsplatz vorgeschichtlicher Zeitstellung mit Grabhügel. | D-5-6230-0005 |      |
| Birkach (gemeindefreies Gebiet) (Standort) | Bestattungsplatz vorgeschichtlicher Zeitstellung mit Grabhügel. | D-5-6230-0118 |      |